# Pseudozizeeria marginata
Pseudozizeeria marginata är en fjärilsart som beskrevs av Gustave Arthur Poujade 1885. Pseudozizeeria marginata ingår i släktet Pseudozizeeria och familjen juvelvingar. Inga underarter finns listade.